# Danionella
Genre
Danionella est un genre de poissons téléostéens de la famille des Cyprinidae et de l'ordre des Cypriniformes. L'espèce type est Danionella translucida T. R. Roberts, 1986. Danionella est un genre de poisson « danionin » qui se rencontre dans les habitats d'eau douce au Myanmar et au Bengale Occidental, en Inde. Elle comprend certains des plus petits poissons au monde.

## Répartition géographique
Toutes les espèces de Danionella se trouvent au Myanmar. Danionella translucida est décrite dans le bassin de la rivière  Ayeyarwady, et Danionella mirifica a été décrite à partir de la zone Kaiming dans le nord du Myanmar.

## Description
Lors de sa première description, Danionella translucida était l'espèce Ostariophysi la plus petite et le vertébré aquatique d'eau douce le plus petit à taille adulte. Sa taille adulte varie de 10-12 millimètres. Danionella mirifica devient légèrement plus grande, avec environ 14 mm, mais reste également l'un des plus petits poissons d'eau douce. Les espèces du genre Danionella sont dépourvues d’écailles, de barbillons et de ligne latérale. Danionella mirifica possède une seule rangée de mélanophores entre les nageoires pelviennes et la base du Cleithrum, et il y a un manque de mélanophores sur la face inférieure de l'abdomen.
Danionella dracula atteint 17 mm de longueur. Sa taille adulte résulte d’une évolution connue de miniaturisation. Ces espèces sont en principe connues pour être dénommées espèces au « développement tronqué » ou espèces « paedomorphiques » (comme l'est Boraras brigittae). En effet, en comparaison des espèces similaires mais plus grandes comme Danio rerio possèdent 44 os supplémentaires. Par ailleurs leurs dents sont en os contrairement aux véritables dents des autres poissons, et les mâles ont une paire de croc osseux qu’ils utilisent pour repousser leurs adversaires. Il semble que cette lignée ait perdu ses véritables dents il y a environ 50 millions d'années.

## Un poisson miniaturisé
(mars 2020).
Le contenu est difficilement compréhensible vu les erreurs de traduction, qui sont peut-être dues à l'utilisation d'un logiciel de traduction automatique.
Les cyprinidae miniaturisés présentent une structure anatomique qui peut être assez variable suivant les espèces et qui est regroupée en deux principes, mais dont certaines possédant des caractéristiques de miniaturisations avec des intermédiaires de quelques degrés. Le premier regroupe les espèces qui ont fui les bancs de leurs géniteurs plus grands bien que proportionnelle. Le second regroupe les espèces qui ont arrêté leur développement anatomique de telle sorte qu'ils ressemblent toujours à une forme larvaire (Danionella et Paedocypris). Ces espèces sont en principe connues pour être dénommées, espèce au "développement tronqué" ou espèce "paedomorphique". Les scientifiques pensent que ses espèces ont évolué à travers un processus connu sous le nom de "Paedomorphosis progenetic", c'est-à-dire provoqué par une maturation accélérée. Elles présentent le plus souvent une structure simplifiée du squelette et sont dites être des espèces aux particularités (spécificités) morphologiques. Britz et al. (2009) considèrent que les troncatures de développement ont favorisé l'émergence de ces nouvelles espèces « en libérant de grandes parties du squelette des contraintes de développement, en dissociant le parcours développemental lié d'où il en résulte la création d'un plus grand potentiel pour des changements plus spectaculaires » (voir aussi Boraras brigittae).

## Liste des espèces
Selon World Register of Marine Species (13 mars 2020) :
- Danionella dracula Britz, Conway & Rüber, 2009
- Danionella mirifica Britz, 2003
- Danionella priapus Britz, 2009
- Danionella translucida Roberts, 1986

## Étymologie
Le genre Danionella, diminutif du genre Danio, en référence à la petitesse de ces espèces.

## Publication originale
- (en) Tyson R. Roberts, « Danionella translucida, a new genus and species of cyprinid fish from Burma, one of the smallest living vertebrates », Environmental Biology of Fishes, Springer Science+Business Media, vol. 16, no 4,‎ août 1986, p. 231-241 (ISSN 0378-1909 et 1573-5133, OCLC 02986368, DOI 10.1007/BF00842977).